# Круглое (озеро, Андреапольский район)
Круглое — озеро на западе Тверской области России, расположено на территории Андреапольского района. Принадлежит бассейну Западной Двины.
Находится в 35 км к северо-западу от города Андреаполь. Имеет в целом округлую форму, заливы на северо- и юго-востоке. Длина озера около 0,85 км, ширина до 0,55 км. Площадь водного зеркала — 0,2 км². Протяжённость береговой линии — более 1,8 км.
Сток осуществляется через озера Долгое и Каменное в реку Каменец, относящуюся к бассейну Волкоты.
На берегу озера расположены деревни Ососово, Крест и Новокруглое.